# جريدة مسننة

رسم متحرك؛ ويظهر نظامًا من التروس المعقدة، وآلية نقل الحركة بين التروس التدويرية والجرائد المسننة.

جريدة مسننة وترس.

الجريدة المسننة والترس هو عبارة عن نظام لتحويل الحركة الدورانية في الترس الدائري المسنن، إلى حركة أفقية أو عمودية، باستخدام جريدة مسننة، ويشترط في هذه الحركة ان يكون للأسنان في الترس والجريدة الشكل نفسه، وذالك حتى تتم الحركة بجرد دوران الترس.

## تطبيقات صناعية
1. استخدم هذا النظام في العصور الوسطى لصناعة آلة تتمكن من سحب القوس حتى يتمكن من إطلاق السهم.
2. استخدم أيضًا عام 1812 زمن القطارات البخارية حيث قام جون بلينكنسوب بإضافة سكة مسننة إلى السكة الحديدية ووضع الترس بين عجلات القطر ليتمكن من سحب حمولات ثقيلة من الفحم.
3. استخدم هذا النظام أيضاً في المناطق الجبلية في سنودون لدفع عربات المسافرين لأعلى المنحدرات
4. استخدم هذا النظام لتحريك السقف في استاد ويمبلي في لندن
5. تستخدم هذه التقنية في تحريك مقاعد السيارة.